# Banca (Pyrénées-Atlantiques)
Banca (baskisch Banka) ist eine französische Gemeinde mit 355 Einwohnern (Stand 1. Januar 2022) im Département Pyrénées-Atlantiques in der Region Nouvelle-Aquitaine (vor 2016: Aquitanien). Die Gemeinde gehört zum Arrondissement Bayonne und zum Kanton Montagne Basque (bis 2015: Kanton Saint-Étienne-de-Baïgorry).
Die Einwohner werden Bankars genannt.

## Geographie

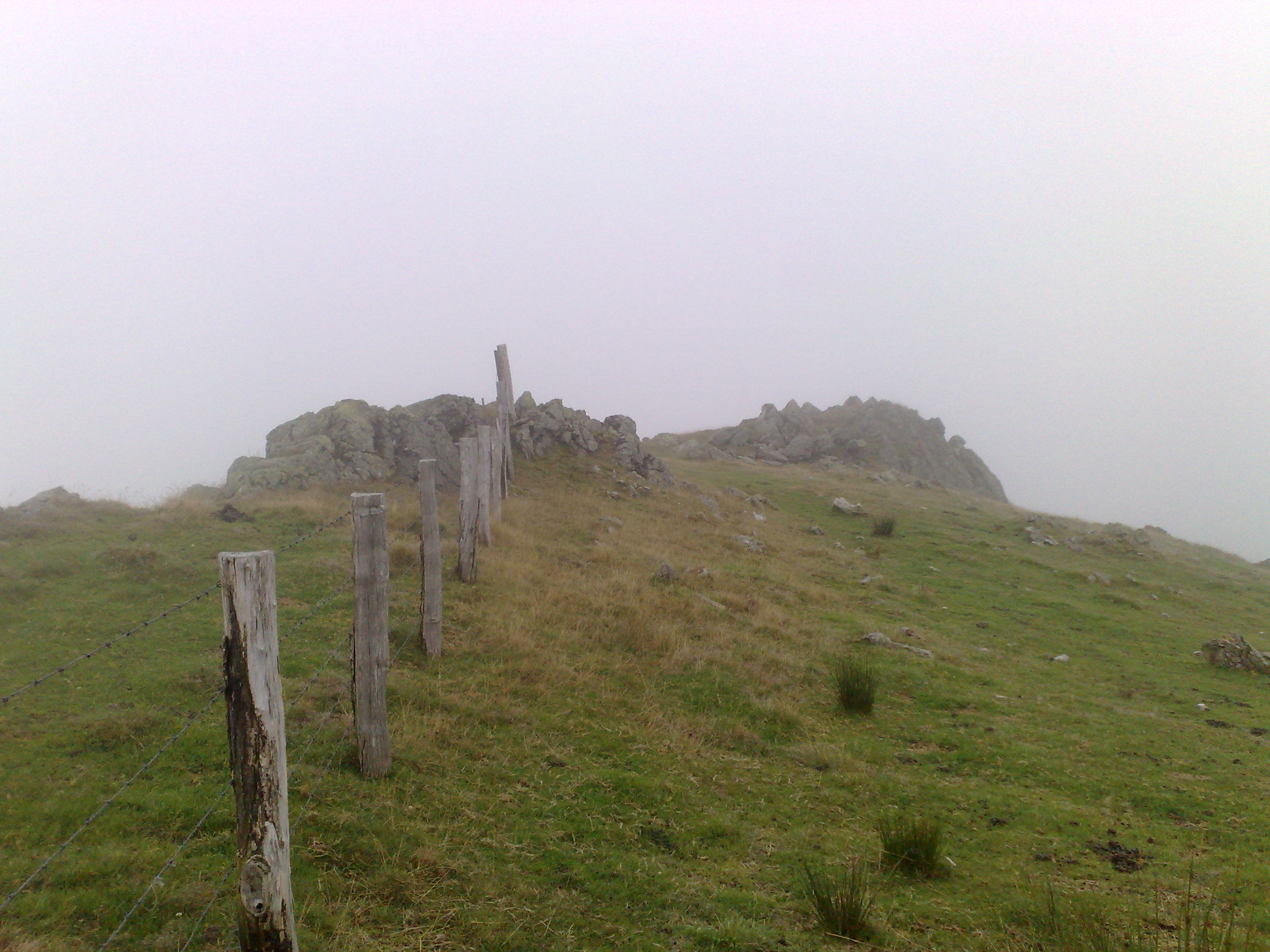
Blick Richtung Süden auf dem Gipfel des Argarai (1.229 m) an der Grenze zu Spanien

Banca liegt ca. 60 km südlich von Bayonne im Vallée des Aldudes im französischen Teil des Baskenlands. Die Gemeinde grenzt im Westen, Osten und Süden an die Autonome Gemeinschaft Navarra im Norden Spaniens. Die höchste Erhebung im Gebiet der Gemeinde ist nahe dem Gipfel des Laurigna (1278 m).
Umgeben wird der Ort von den Nachbargemeinden:
|                  | Saint-Étienne-de-Baïgorry                   | Anhaux Lasse        |
| Baztan (Spanien) | Kompassrose, die auf Nachbargemeinden zeigt | Valcarlos (Spanien) |
| Aldudes Urepel   | Erro (Spanien)                              |                     |

Banca liegt im Einzugsgebiet des Flusses Adour. Die Nive des Aldudes, ein Zufluss der Nive, durchquert mit ihren zahlreichen Zuflüssen die Gemeinde:
- Belechiko erreka
- Antchignoko erreka
- Latcharrako erreka,
- Bihuntzeguiko erreka
- Hairako erreka, auch Hyra genannt, und seine Zuflüsse
  - Legarzuko erreka und
  - Zaminarteko erreka.[4]

## Geschichte
Menschen der Urgeschichte haben Spuren in Gestalt von Cromlechs hinterlassen an den Höhen des Ellorrieta (831 m), nordwestlich des Ortszentrums, und des Mehatze (1133 m), südlich des Ortszentrums. Bergbau und Metallurgie begleiteten die Geburt der Gemeinde. 1747 wurde ein Werk zur Verhüttung des gewonnenen Kupfererzes errichtet und beschäftigte bald mehrere hundert Arbeiter. Das Werk wurde ab 1790 „La Fonderie“ genannt. 1823 wurde ein Hochofen errichtet zur Verhüttung des Eisenerzes aus den Nachbargemeinden. Dennoch schwanden nach und nach Bergbau und Metallverarbeitung. Die entlegene Lage des Ortes behinderte Handel und Transport und aus den benachbarten Wäldern konnte nicht mehr genug Brennstoff gewonnen werden. 1864 wurde die Mine bei Banca schließlich geschlossen.
Das Dorf wurde lange Zeit als ein Ortsteil namens La Fonderie von Saint-Étienne-de-Baïgorry angesehen und ist in diesem Toponym auf der Karte von Cassini 1750 eingetragen, wurde aber 1793 selbständig und nahm den heutigen Namen im Jahre 1874 an. Die Herkunft des Namens ist nicht gesichert, könnte aber vom baskischen Wort banca für Eisenschmiede stammen.
Am 11. Dezember 1973 verübte die baskische Untergrundbewegung Iparretarrak in Banca ihren ersten Anschlag.

### Einwohnerentwicklung
Nach dem Höhepunkt in der Mitte des 19. Jahrhunderts mit über 1400 Einwohnern ist die Zahl aufgrund des Niedergangs des Bergbaus bis heute auf ungefähr nur noch ein Viertel gesunken.
| Jahr      | 1962 | 1968 | 1975 | 1982 | 1990 | 1999 | 2006 | 2009 | 2022 |
| --------- | ---- | ---- | ---- | ---- | ---- | ---- | ---- | ---- | ---- |
| Einwohner | 672  | 634  | 524  | 450  | 426  | 373  | 351  | 336  | 355  |

## Sehenswürdigkeiten

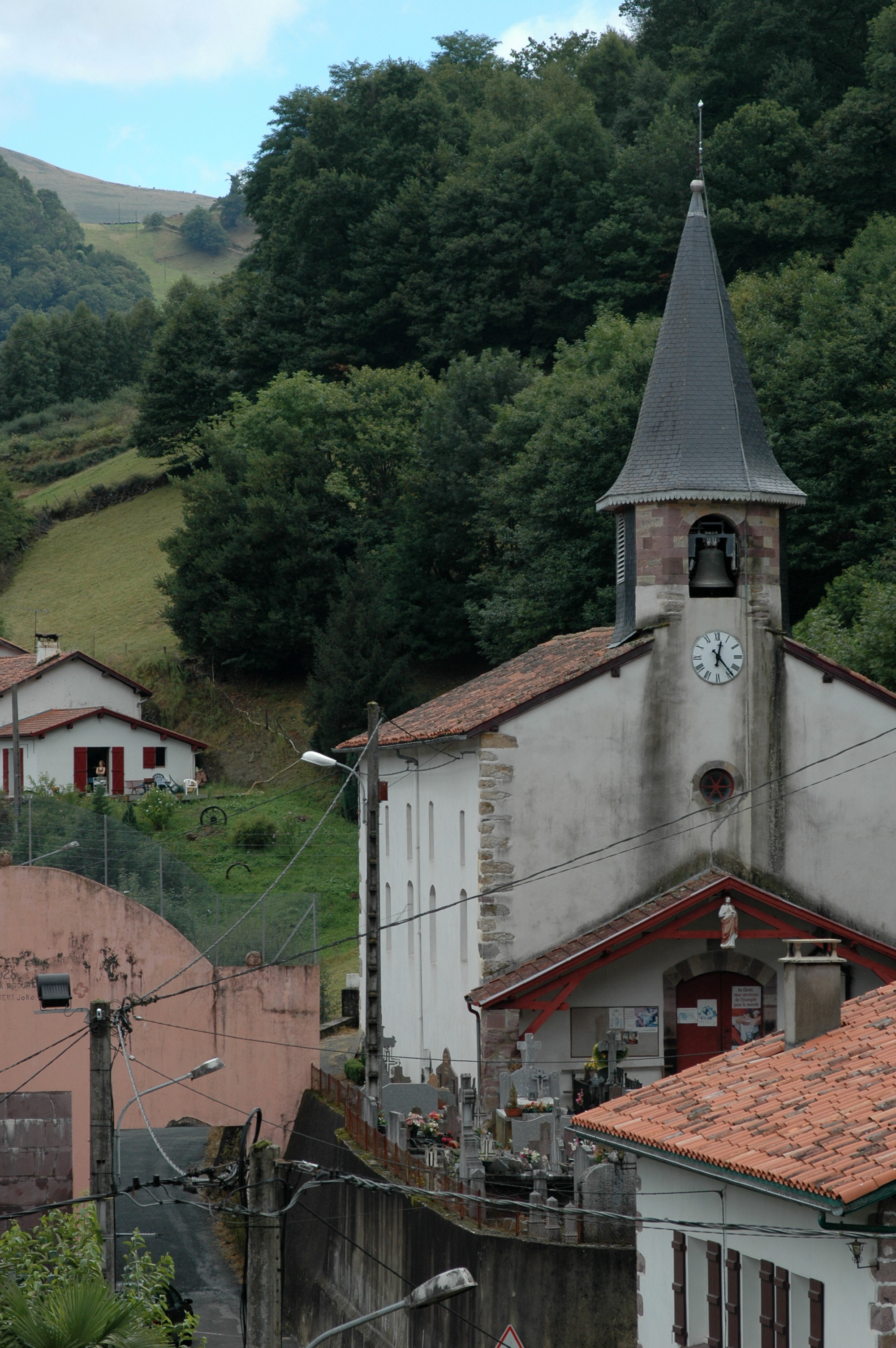
Ortskirche Saint-Pierre

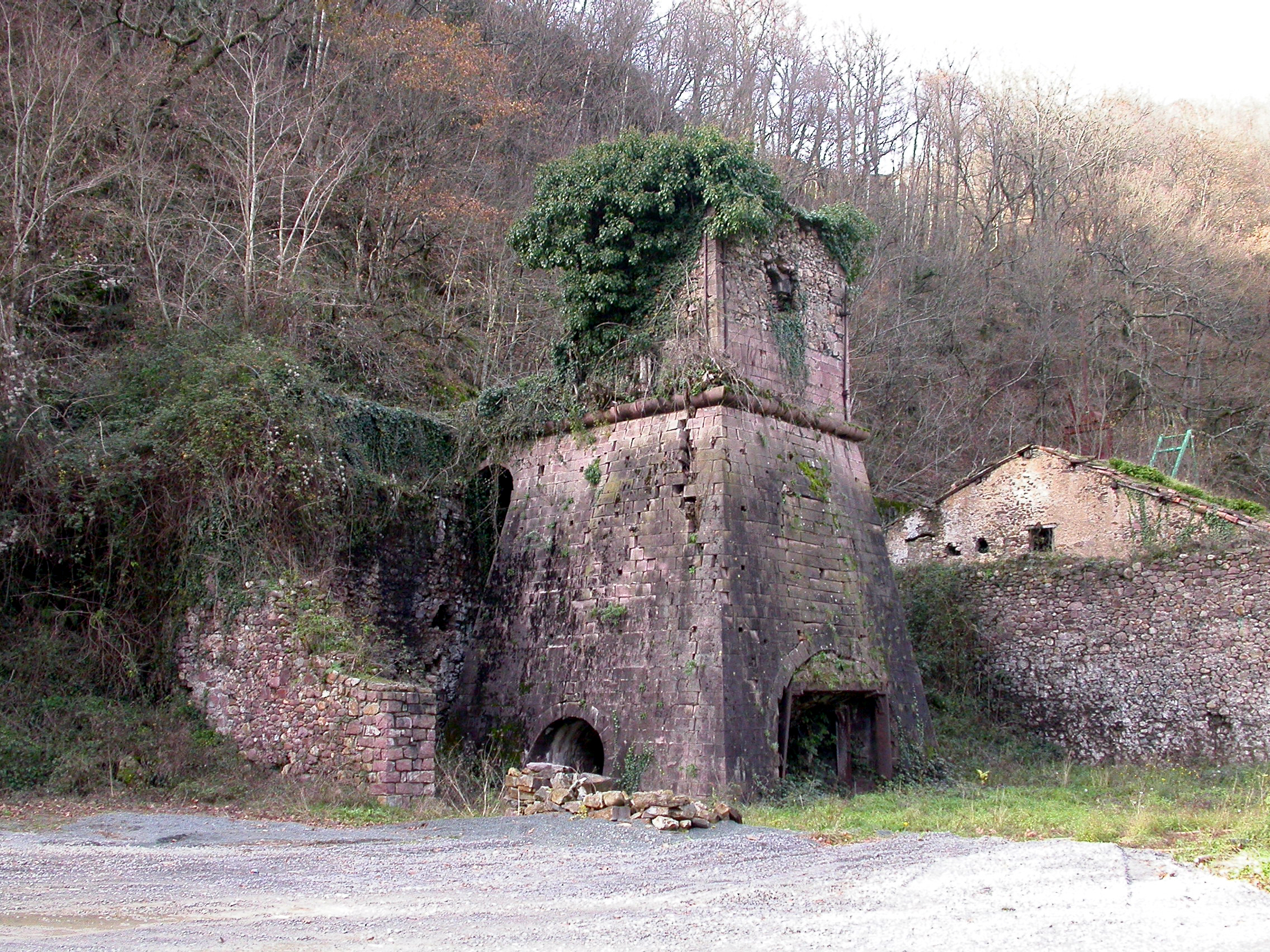
Ehemaliger Hochofen

- Die Kirche von Banca, gewidmet dem Apostel Simon Petrus, wurde um 1830 erbaut. Das Gebäude wurde bereits 1858 umgebaut, wie eine Inschrift über dem Eingang belegt und während des 20. Jahrhunderts restauriert. Der Eingang wird überragt von einem zweistöckigen Kirchturm mit einem schiefergedeckten polygonalen Turmhelm. Im Innern des einschiffigen Baus erstrecken sich zwei Ebenen von Emporen, wie sie in allen Kirchen des Baskenlandes anzutreffen sind. Diese sind traditionell den Männern während einer Messe vorbehalten. Zugang zu dem Emporen bieten zwei Treppen, eine im Innern, eine außen. Das große Gemälde in der Mitte des Altaraufsatzes ist um 1860 entstanden und zeigt Jesus Christus mit erhobener rechter Hand. Es ist flankiert von zwei vergoldeten Säulenpaaren mit Pflanzenornamenten. In den Nischen zwischen den Säulen befinden sich eine Statue mit Josef von Nazaret mit Jesuskind auf der linken Seite und mit Maria auf der rechten Seite.[13][14]

- Hilarri. Auf dem Friedhof von Banca stehen mehrere dieser scheibenförmigen Grabstelen, die zwischen dem 16. und 18. Jahrhundert eine große Beliebtheit im Baskenland erfuhren. Diese traditionellen Stelen sind aus einem Stein gemeißelt, teilweise mit pflanzlichen, religiösen oder Sonnenornamenten versehen, und wurden am Kopf des Toten gegen die aufgehende Sonne aufgestellt. Der Name des Verstorbenen bleibt aber stets ungenannt.[15]

- Kupfermine. 1747 begann der Abbau des Kupfers. Eine Schmelze, Fonderie wurde errichtet, einer der größten in Frankreich der damaligen Zeit und mit 400 Arbeitern im Jahre 1789 besetzt. Nach einer kurzen Stilllegung wurde die Anlage 1802 in eine Anlage zur Verhüttung von Eisenerz umgewandelt. Der Hammer und das Gebläse für den Ofen wurden dabei von Wasserkraft betrieben. 1823 wurde ein Hochofen errichtet, der heute noch betriebsfähig ist. 1864 wurde die Anlage geschlossen angesichts der entlegenen Lage des Ortes und weil aus den benachbarten Wäldern nicht mehr genug Brennstoff gewonnen werden konnte.[16]

## Wirtschaft und Infrastruktur

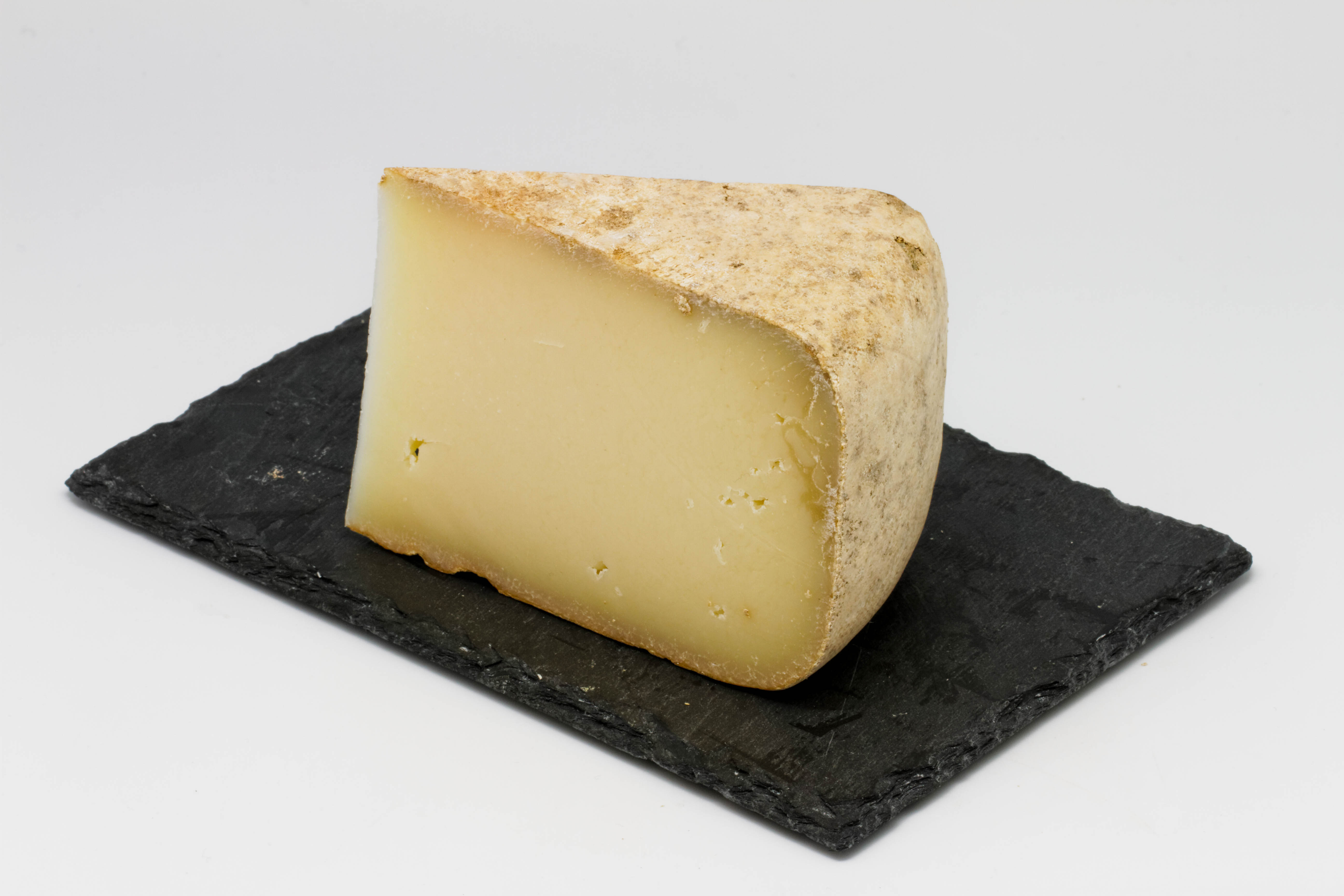
Ossau-Iraty Käse

Nach der Schließung der Mine und der Eisenhütte liegt der Schwerpunkt auf der Landwirtschaft. Diese basiert auf der Zucht von Schafen einer lokalen Milchschafrasse (Manech Tête Rousse, Manech Tête Noire), der Rinderrasse Blonde d’Aquitaine und des baskischen Schweins. Ein Fischzuchtbetrieb befindet sich am Ortsausgang. Drei Wasserkraftwerke nutzen die Strömung der Nive zur Stromerzeugung. Das Dorf beherbergt eine Einrichtung zur Pflege von 30 behinderten Kindern.
Banca liegt in den Zonen AOC des Ossau-Iraty, ein traditionell hergestellter Schnittkäse aus Schafmilch, sowie der Schweinerasse und des Schinkens „Kintoa“.

### Verkehr
Banca wird durchquert von der Route départementale 948 (ehemalige Route nationale 648).